# Jack Marshall (Politiker)

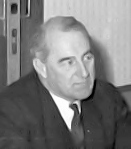
Jack Marshall in Bonn am 7. Dezember 1961

Sir Jack Marshall (* 5. März 1912 in Wellington; † 30. August 1988 in Snape, England) eigentlich John Ross Marshall war ein neuseeländischer Politiker der New Zealand National Party und 1972 für rund 10 Monate Premierminister.

## Jugend, Ausbildung und Militärzeit
Marshall wurde 1912 in Wellington geboren. Er wuchs dort sowie in Dunedin und Whangārei auf, wo er auch die High School besuchte. Anschließend begann er an der Victoria University in Wellington ein Studium der Rechtswissenschaften, das er 1935 als Master abschloss. 
Nachdem er kurze Zeit in einer Anwaltskanzlei gearbeitet hatte, schloss er sich 1941 der Armee an, wo er eine Offiziersausbildung absolvierte. Er wurde auf Fidschi, der Norfolkinsel, in Neukaledonien und auf den Salomon-Inseln stationiert. Zwischenzeitlich verbrachte er fünf Monate an einer Militärschule in den Vereinigten Staaten, stieg in den Rang eines Majors auf. Anfang 1945 wurde er in den mittleren Osten versetzt. Seine Einheit war später an der Befreiung Triests beteiligt.

## Politische Karriere
Nach dem Krieg war Marshall für kurze Zeit als Anwalt tätig. 1946 kandidierte er erfolgreich im Wahlkreis Mt. Victoria in Wellington für einen Sitz im Parlament. Sein Sieg war umstritten, da er zur selben Zeit als Anwalt für die Regierung tätig war. Da er diese Funktion aber schon vor der Wahl hatte, das Wahlergebnis ihm also nicht geholfen hatte den Posten zu bekommen, durfte er seinen Sitz behalten.
1949 wurde er wiedergewählt, gleichzeitig konnte seine Partei an die Regierung zurückkehren. Marshall war für die State Advance Corporation verantwortlich und Assistent des neuen Premierministers Sidney Holland, der ihn 1951 zum Gesundheitsminister ernannte. Nachdem sein alter Wahlkreis aufgelöst worden war, trat er bei der Wahl 1954 erfolgreich in Karori an und wurde Justizminister und oberster Rechtsberater der Regierung. In seine Amtszeit fällt die Abschaffung der Todesstrafe (1957) und die Schaffung eines eigenständigen Berufungsgerichts. 
Marshall war Teil einer Gruppe, die Holland wegen dessen schwerer Krankheit zum Rücktritt bewegen konnte. Unter dem Nachfolger Keith Holyoake wurde er stellvertretender Premierminister. Die National Party verlor die Wahl 1957 gegen die Labour Party und Marshall wurde Oppositionsführer. Labour konnte sich in wirtschaftlich schweren Zeiten nur drei Jahre an der Macht halten. 1960 wurde Holyoake wiedergewählt und Marshall erneut sein Stellvertreter sowie Justiz-, Wirtschafts- und Handelsminister. Er schloss ein wichtiges Handelsabkommen mit Australien und dem Vereinigten Königreich.
Am 7. Februar 1972 trat Holyoake als Premierminister und Parteivorsitzender zurück. Marshall konnte sich bei der Wahl zu seinem Nachfolger gegen Robert Muldoon durchsetzen. Er versuchte die Regierung neu zu organisieren, scheiterte aber nur zehn Monate später bei der 1972er Wahl. Bis zum Juli 1974 blieb er Oppositionsführer, bevor er durch den populäreren Muldoon ersetzt wurde. Bei der 1975er Wahlen trat er nicht erneut an.

## Späteres Leben
Marshall war für seine Höflichkeit bekannt, was ihm den Spitznamen „Gentleman Jack“ einbrachte. 1975 wurde er zum Knight Grand Cross des Order of the British Empire geschlagen. Er engagierte sich weiterhin in seiner Partei, wo er seinem Nachfolger Muldoon kritisch gegenüberstand. Er hielt ihn für zu aggressiv und kontrollierend. Er schrieb mehrere Kinderbücher, seine Memoiren sowie ein Fachbuch über Rechtswissenschaften, darüber hinaus setzte er sich für kulturelle und karitative Organisationen ein.
Marshall starb in England auf dem Weg zu einer Konferenz der United Bible Societies.